# 효도 아키히로
효도 아키히로(일본어: 兵働 昭弘, 1982년 5월 12일 ~ )는 일본의 전 축구 선수이다.

## 구단 경력
그는 2005년부터 2018년까지 J리그의 시미즈 에스펄스, 가시와 레이솔, 제프 유나이티드 지바, 오이타 트리니타, 미토 홀리호크, 방포레 고후에서 활동하였다.